# Новый Томай
Новый Томай (рум. Tomaiul Nou, Томаюл Ноу) — село в Леовском районе Молдавии. Является административным центром коммуны Новый Томай, включающей также село Старая Сэрэцика.

## География
Село расположено на высоте 119 метров над уровнем моря.

## Население
По данным переписи населения 2004 года, в селе Новый Томай проживает 419 человек (204 мужчины, 215 женщин).
Этнический состав села:
| Национальность | Число жителей | Процентный состав |
| -------------- | ------------- | ----------------- |
| болгары        | 233           | 55.61             |
| молдаване      | 88            | 21.0              |
| украинцы       | 61            | 14.56             |
| русские        | 16            | 3.82              |
| цыгане         | 11            | 2.63              |
| гагаузы        | 8             | 1.91              |
| прочие         | 2             | 0.48              |
| Всего          | 419           | 100%              |